# Wood Village
Wood Village es una ciudad ubicada en el condado de Multnomah en el estado estadounidense de Oregón. En el año 2015 tenía una población estimada de 4017 habitantes y una densidad poblacional de 1606,8 personas por km².

## Geografía
Wood Village se encuentra ubicada en las coordenadas 44°36′2″N 122°25′7″O / 44.60056, -122.41861.

## Demografía
Según la Oficina del Censo en 2000 los ingresos medios por hogar en la localidad eran de $43,384 y los ingresos medios por familia eran $48,167. Los hombres tenían unos ingresos medios de $31,577 frente a los $25,500 para las mujeres. La renta per cápita para la localidad era de $17,833. Alrededor del 8.3% de la población estaban por debajo del umbral de pobreza.